# Рапорт Штропа

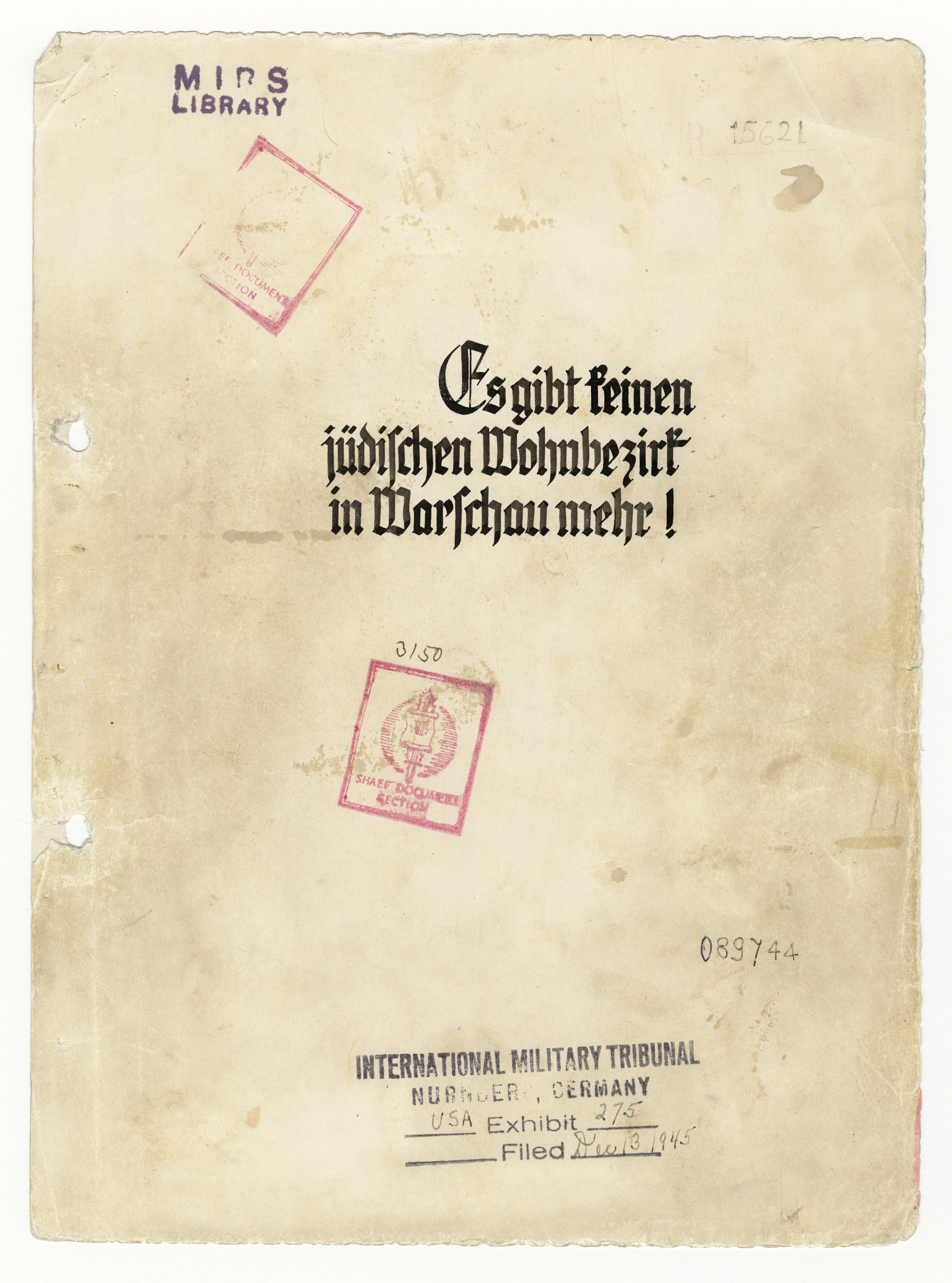
Рапорт Штропа з печатками Міжнародного військового трибуналу в Нюрнберзі

Рапорт Штропа — рапорт, офіційний звіт Юргена Штропа, командувача німецьких формувань, яким було поставлено завдання ліквідувати Варшавське гетто. Спочатку називався «Єврейського кварталу в Варшаві більше не існує!» Нині носить назву «Рапорт Штропа». Разом із Рапортом Кацманна є одним з найважливіших документованих свідчень знищення польських євреїв під час Другої світової війни.

## Фотографії
Декілька фотографій з «Рапорту Штропа» показані нижче:

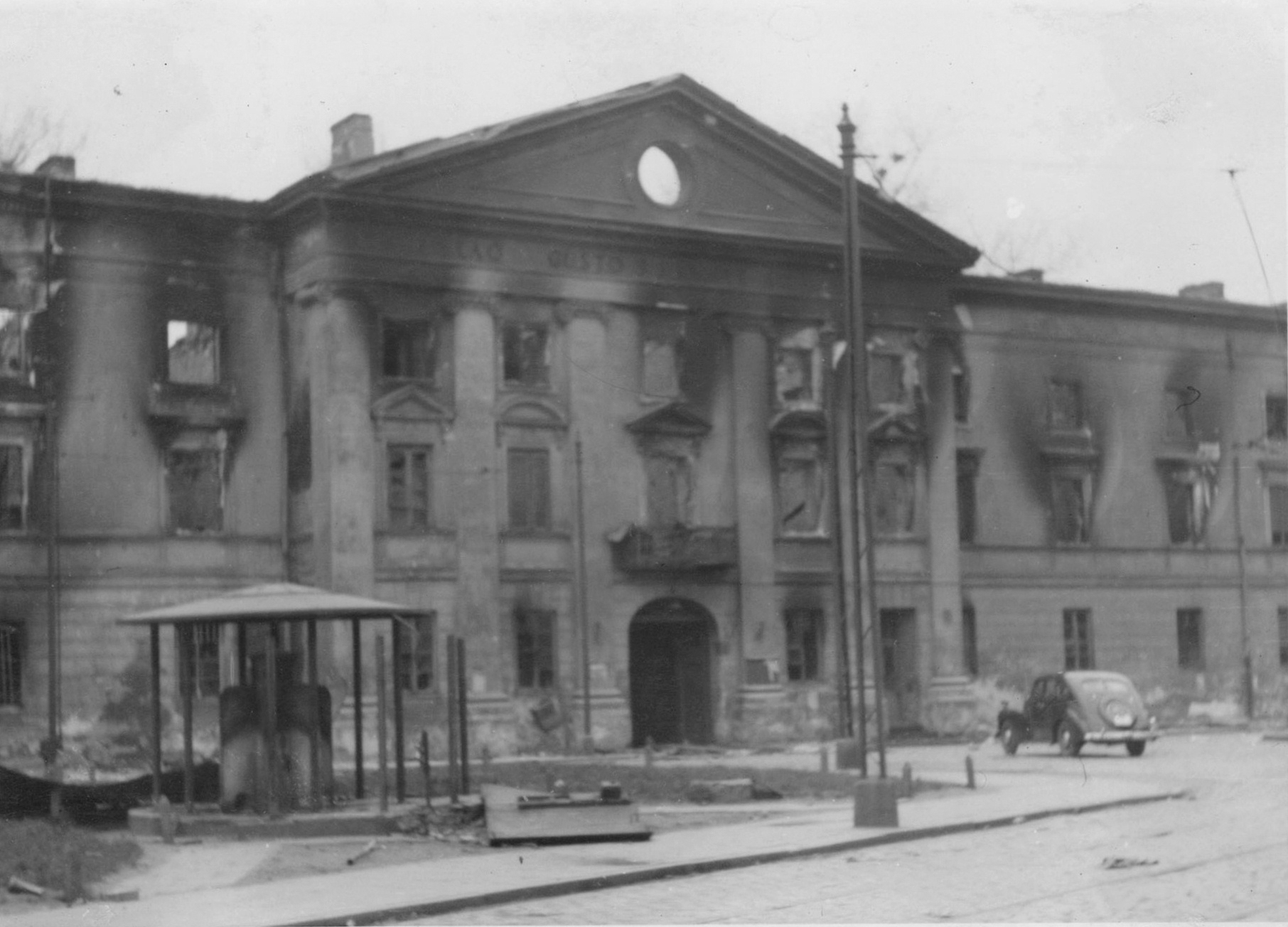
Nr.1 «Будинок, в якому розміщувався юденрат»
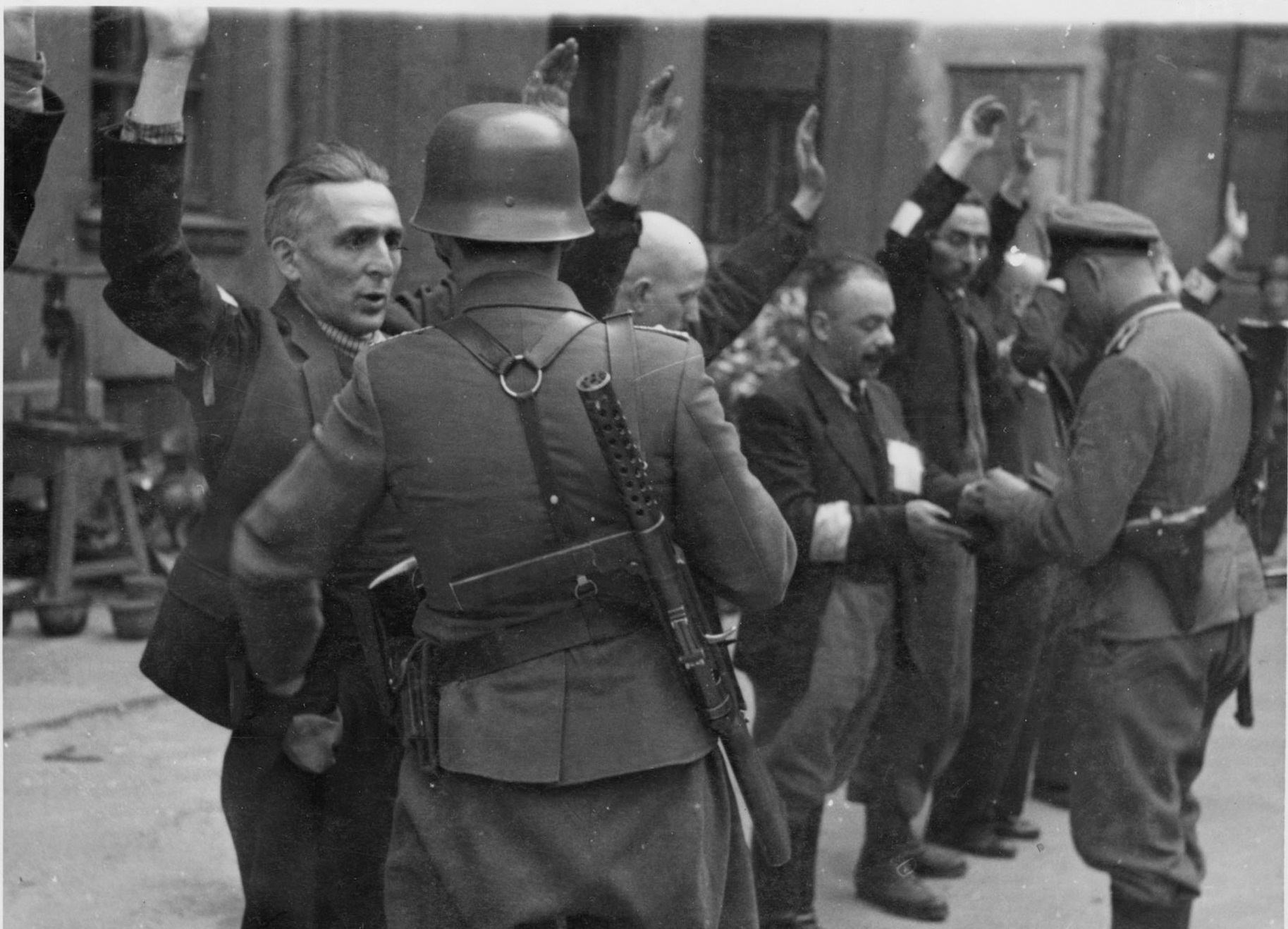
Nr.4 «Фірма Брауера»
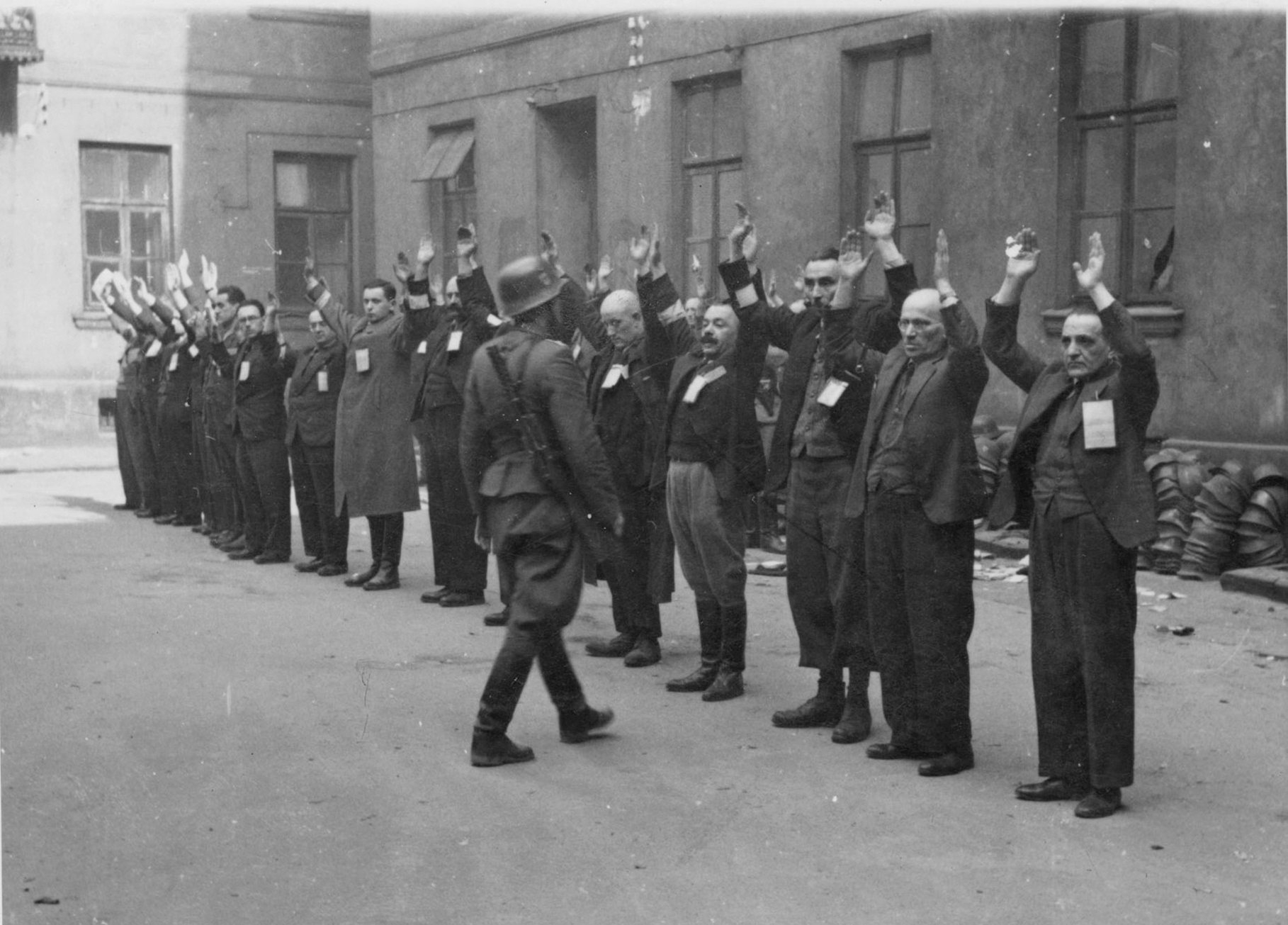
«Євреї, які очолювали відділення фірми Брауера»
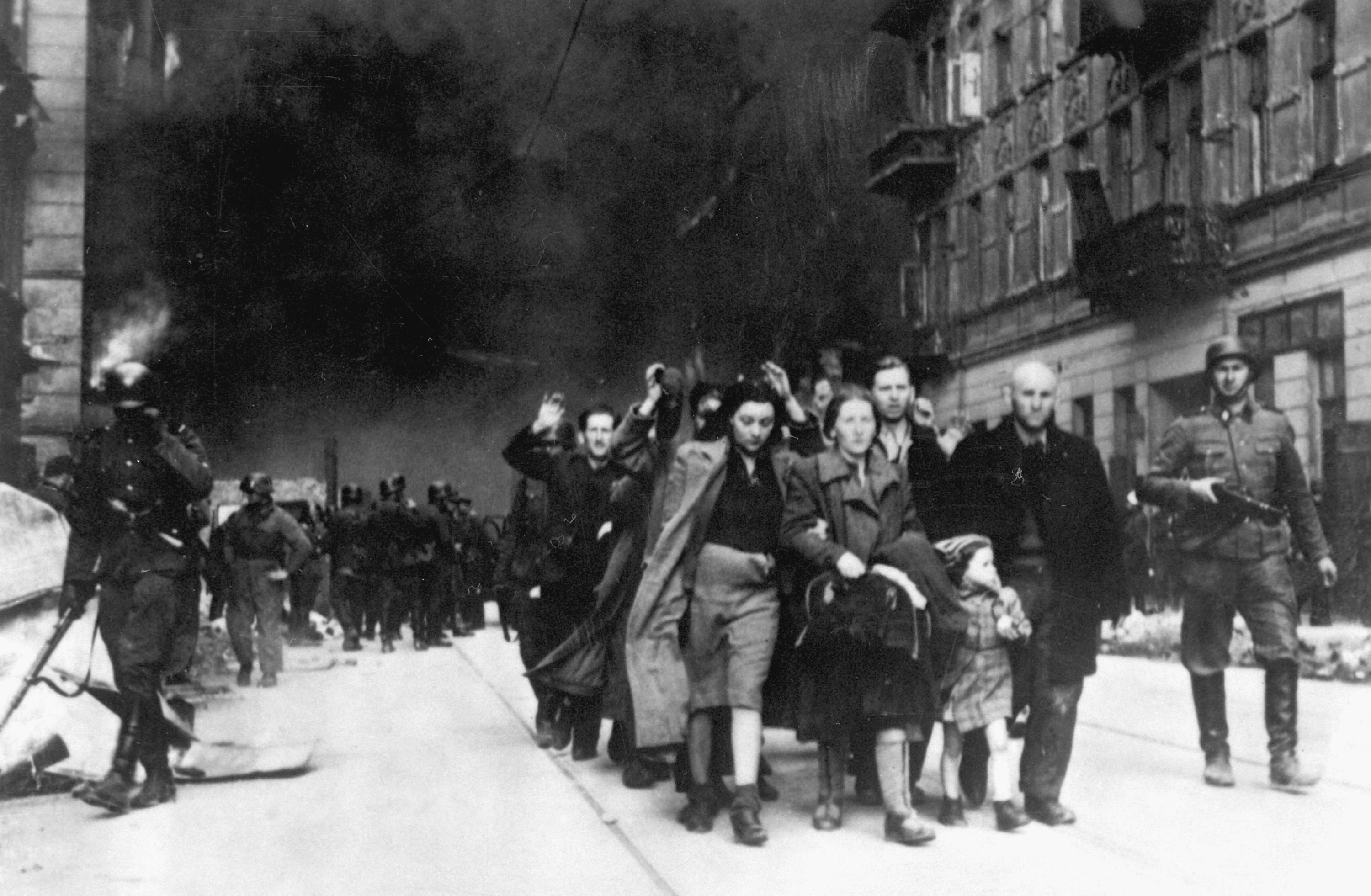
Nr.6 «Витягли силою з притулків»
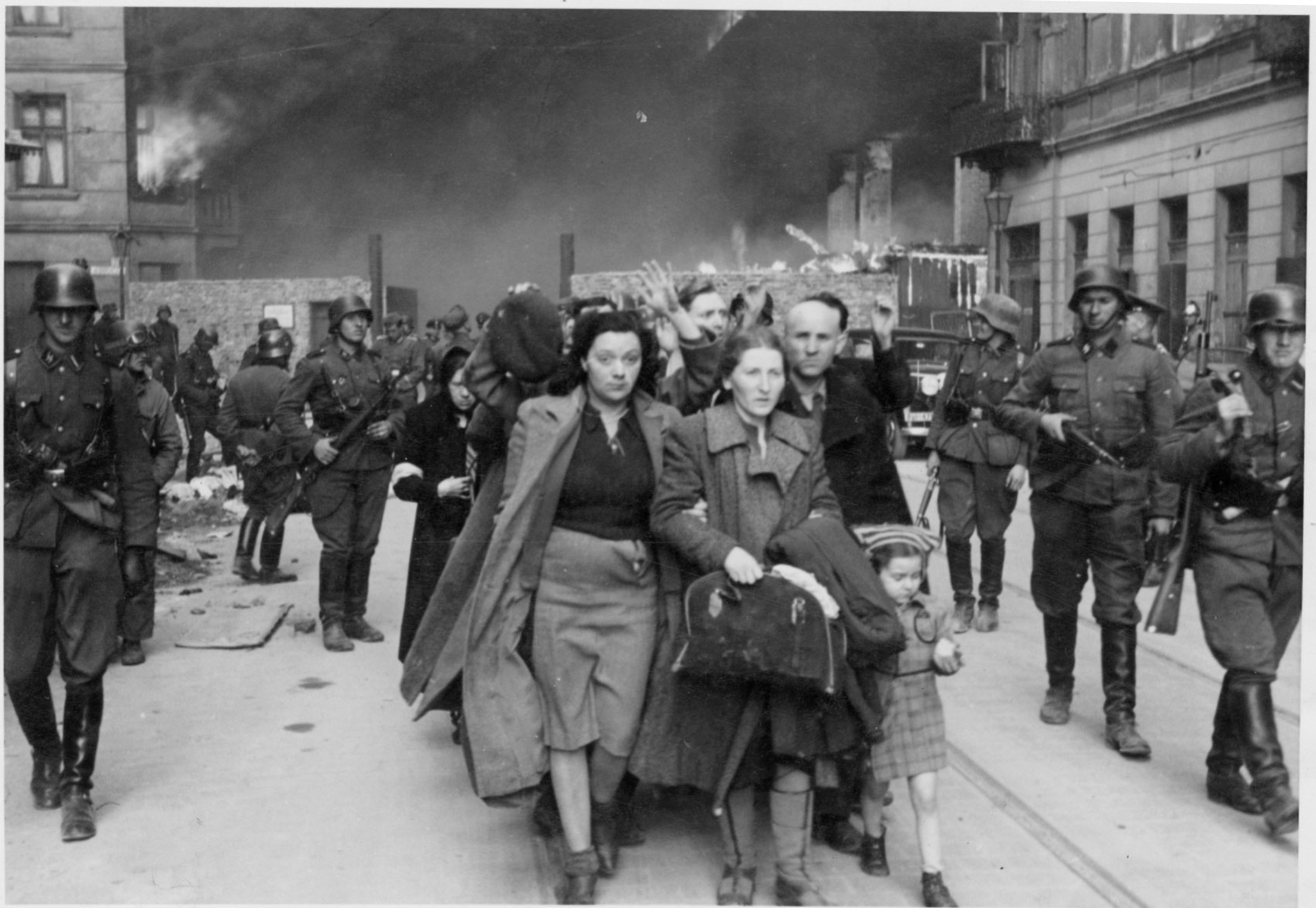
«Витягли силою з притулків»
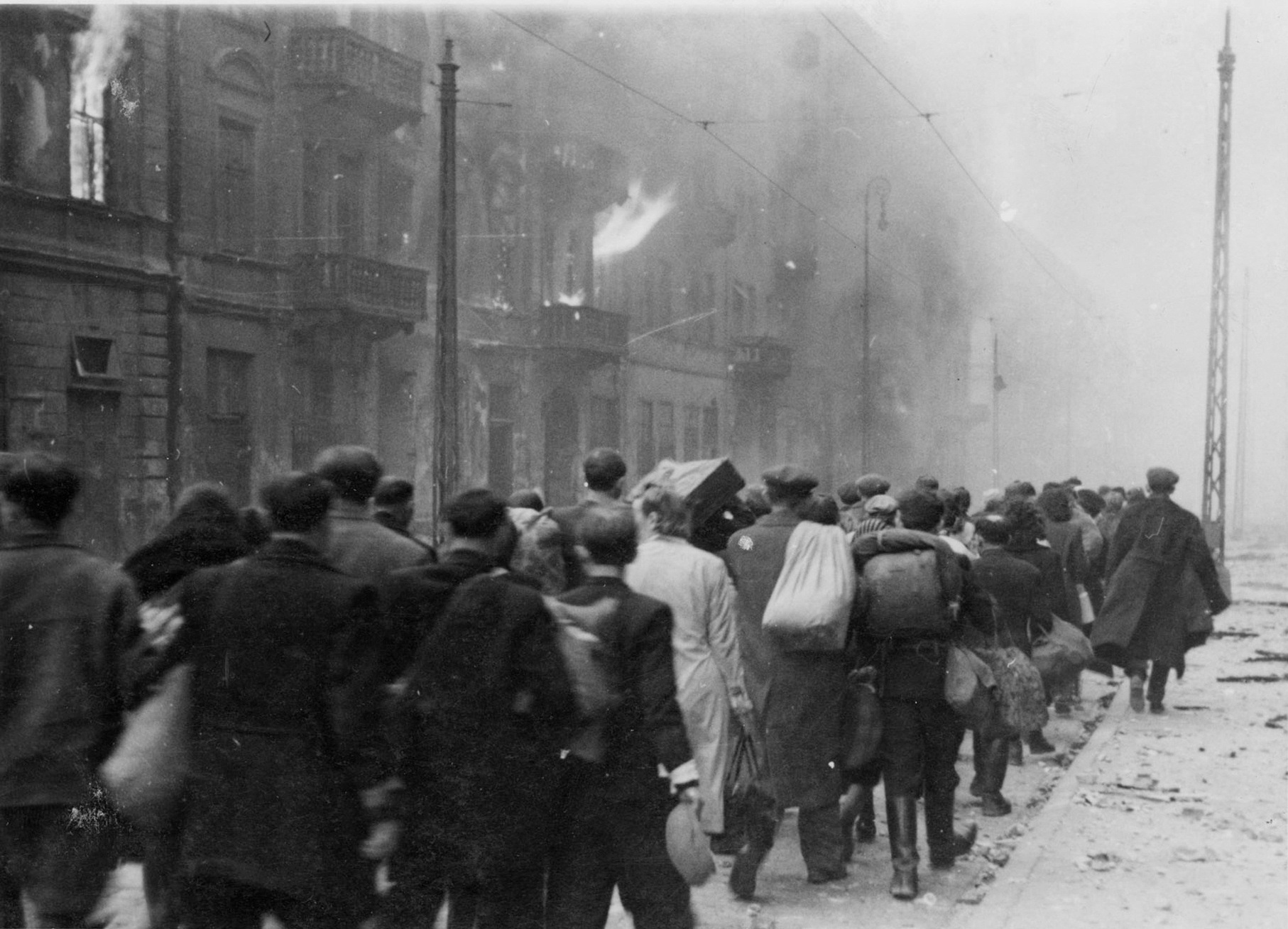
Nr.7 «До перевалочного пункту»
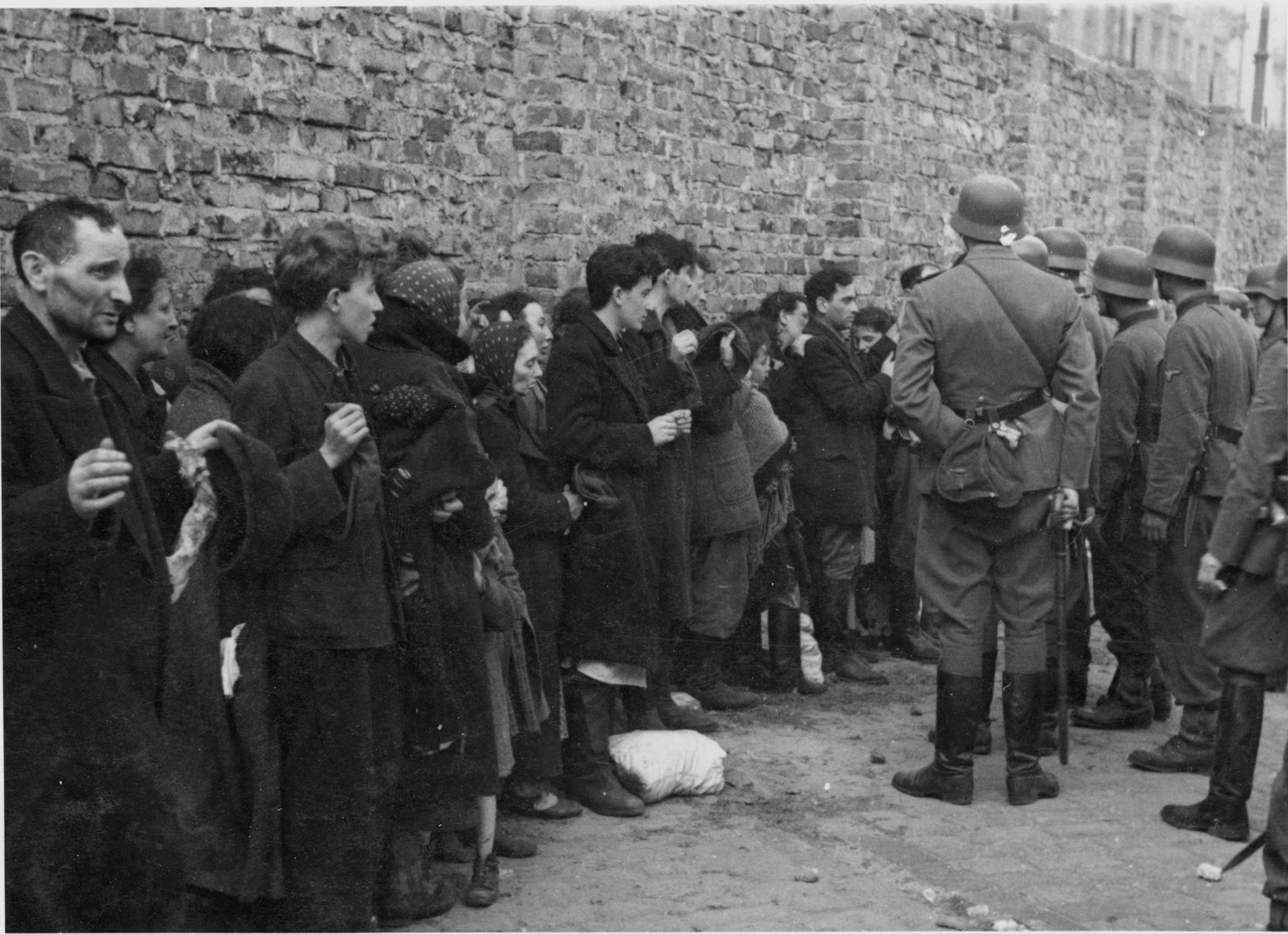
Nr.8 «Обшук та допит»
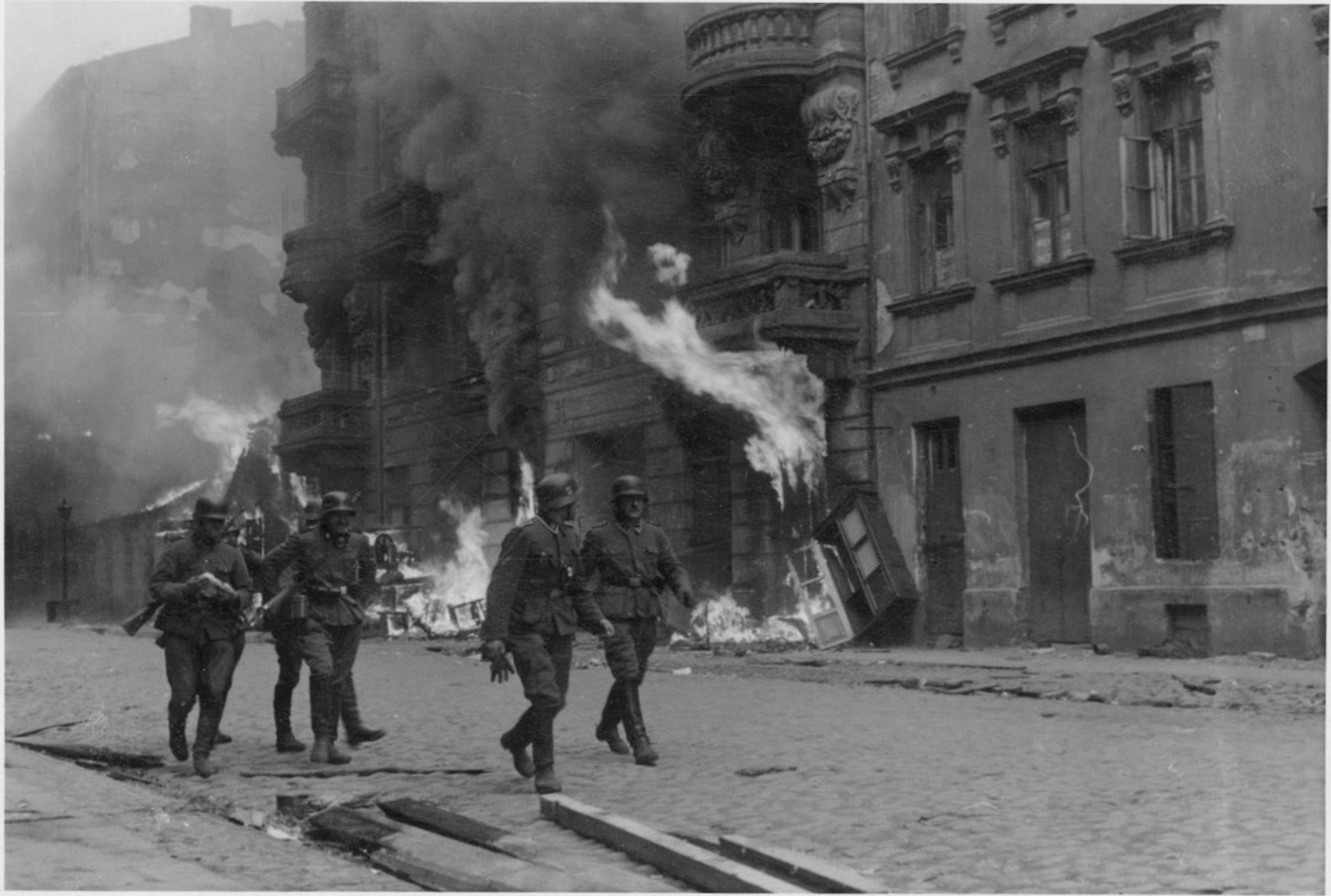
Nr.11 «Штурмова група»
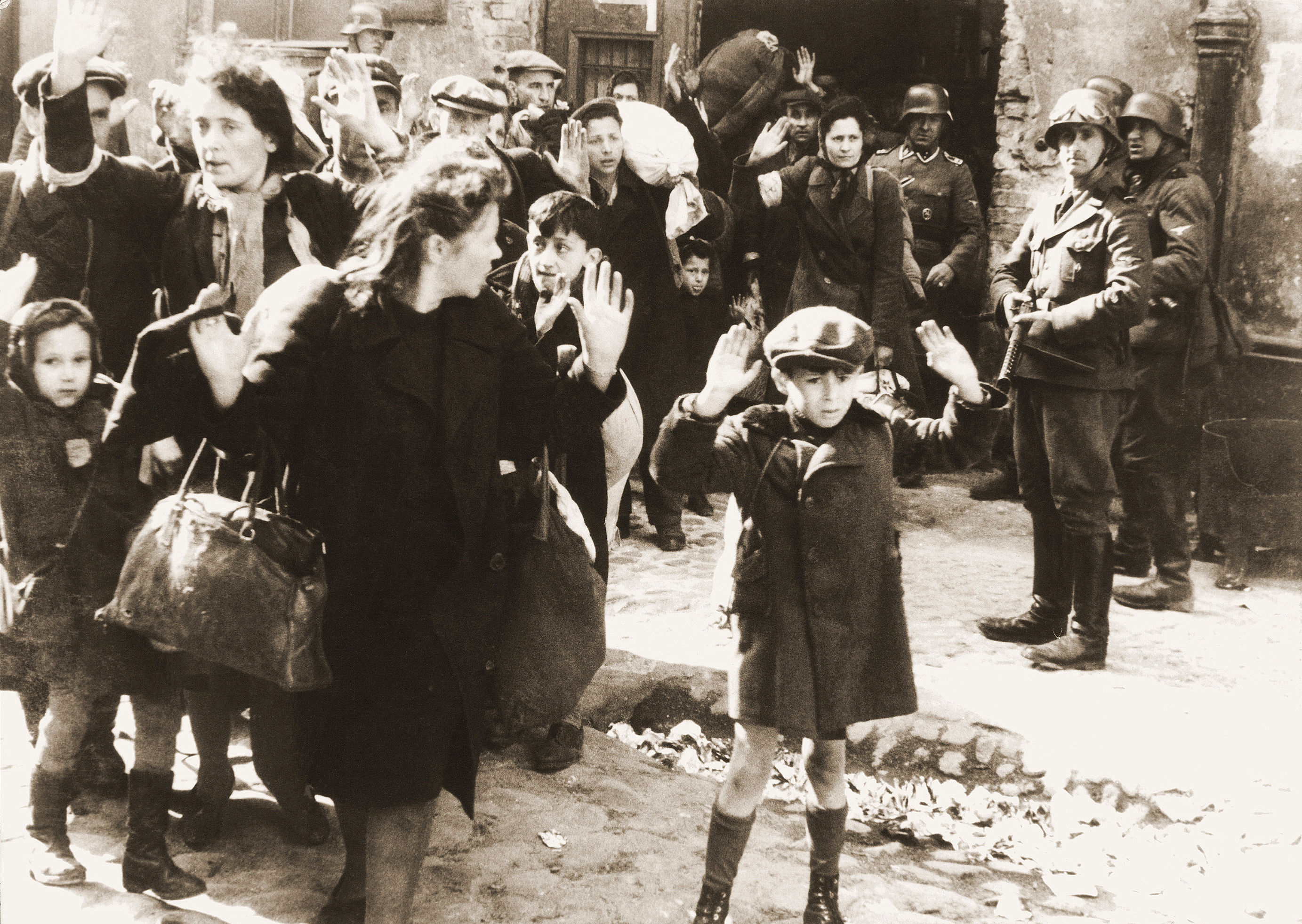
Nr.12 «Витягли силою з притулків» (хлопчик із Варшавського гетто)
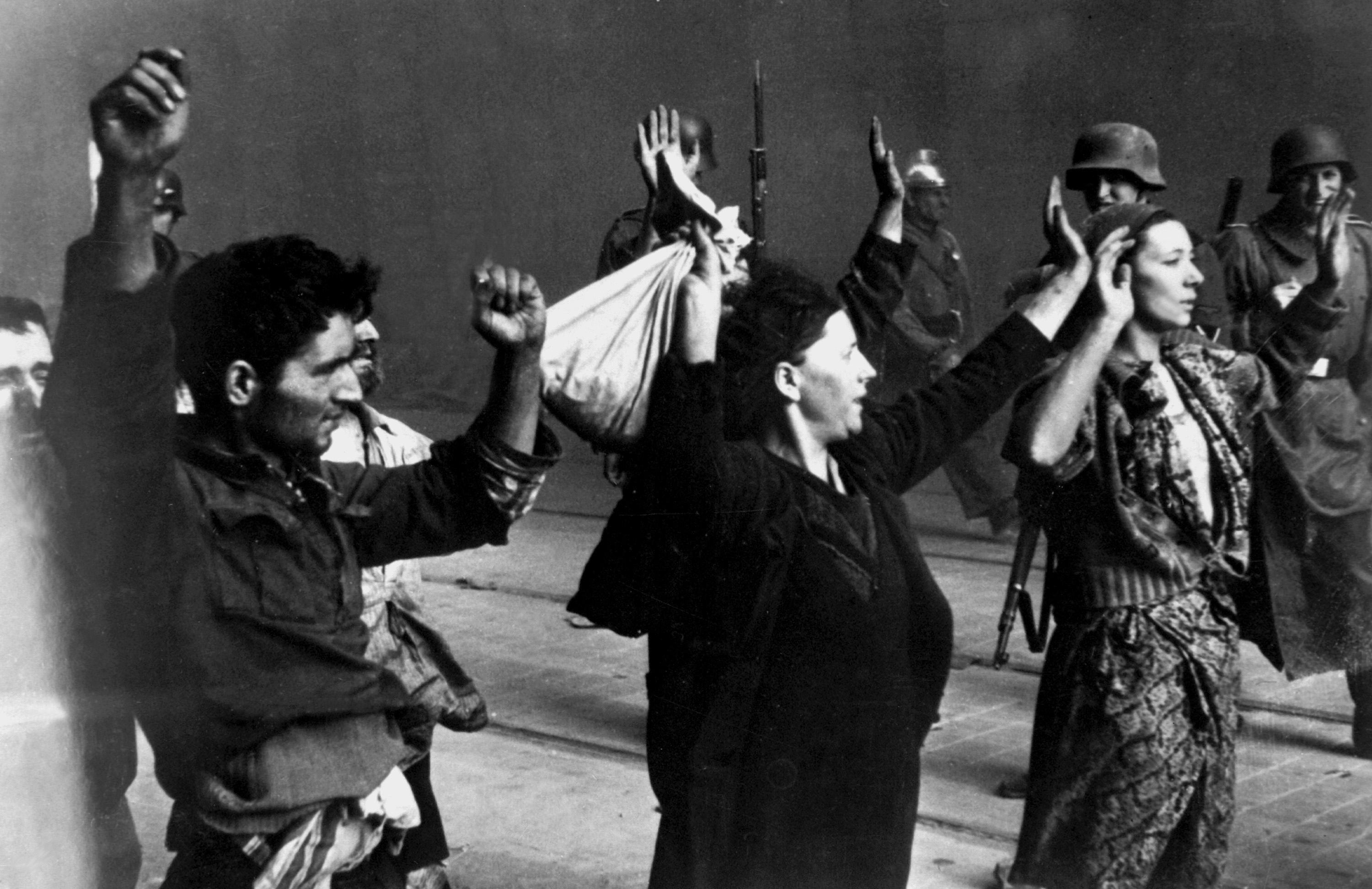
Nr.13 «Ці бандити чинили опір зі зброєю»
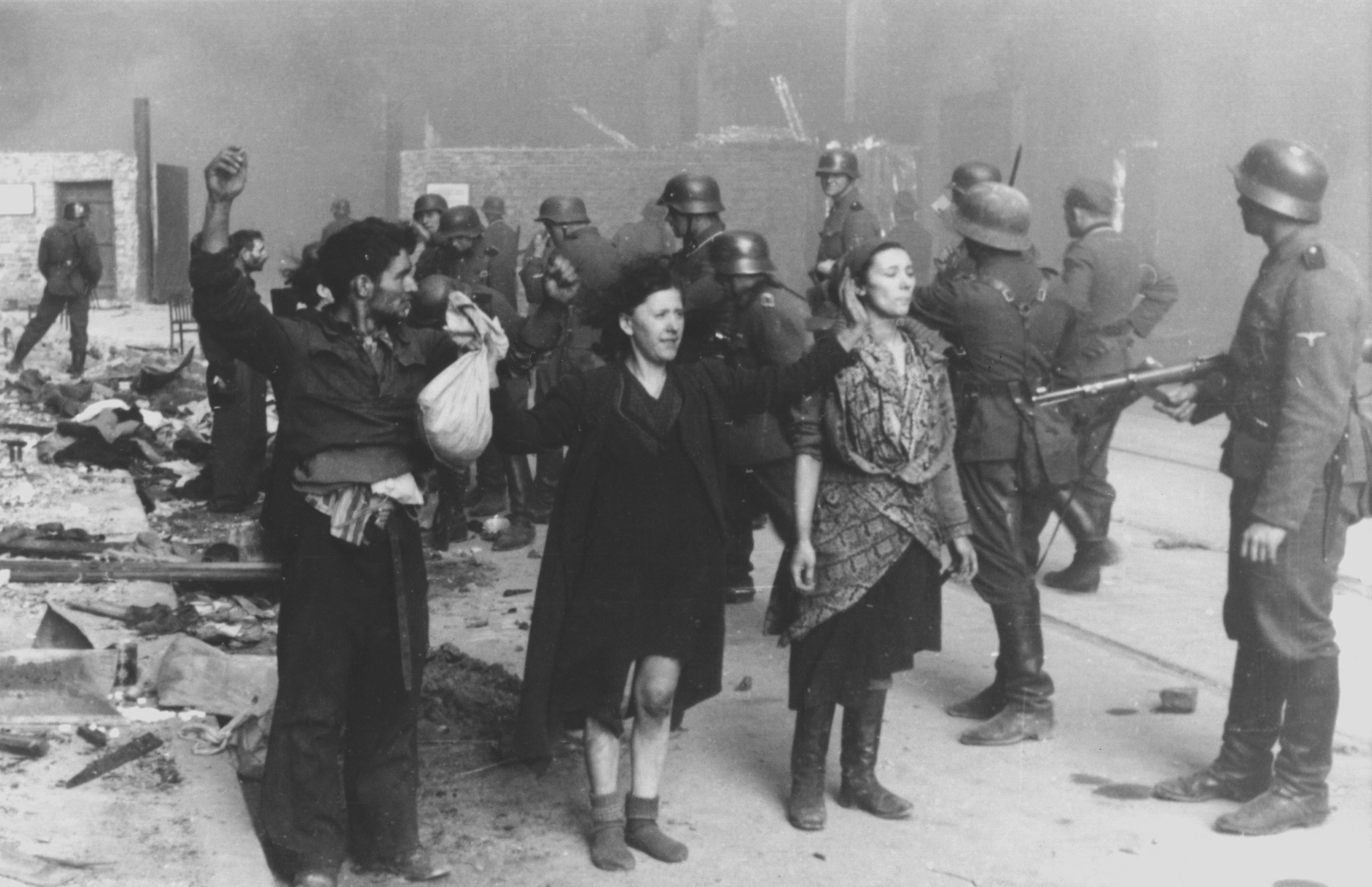
«Ці бандити чинили опір зі зброєю»
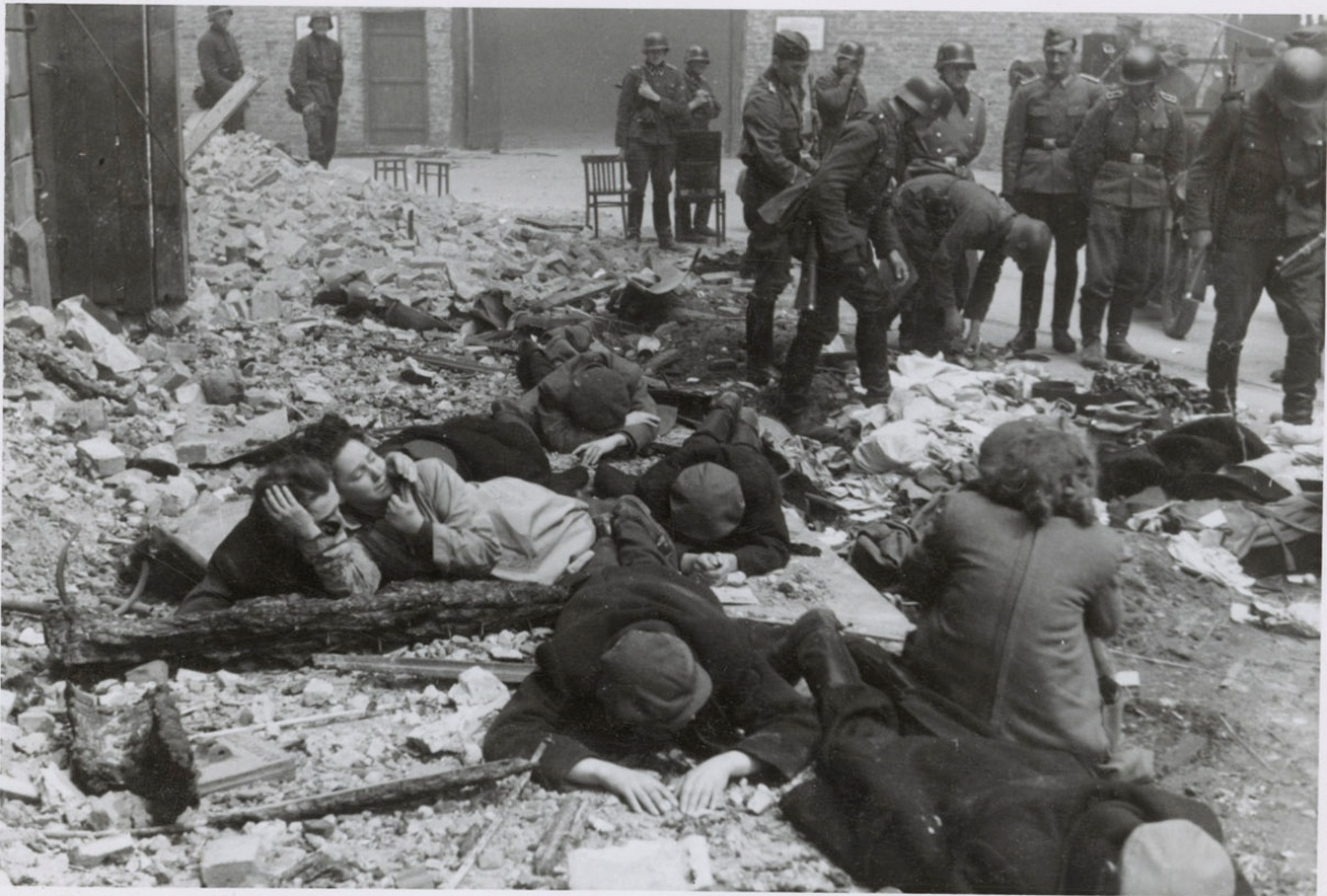
Nr.14 «Євреїв витягують із бункера»
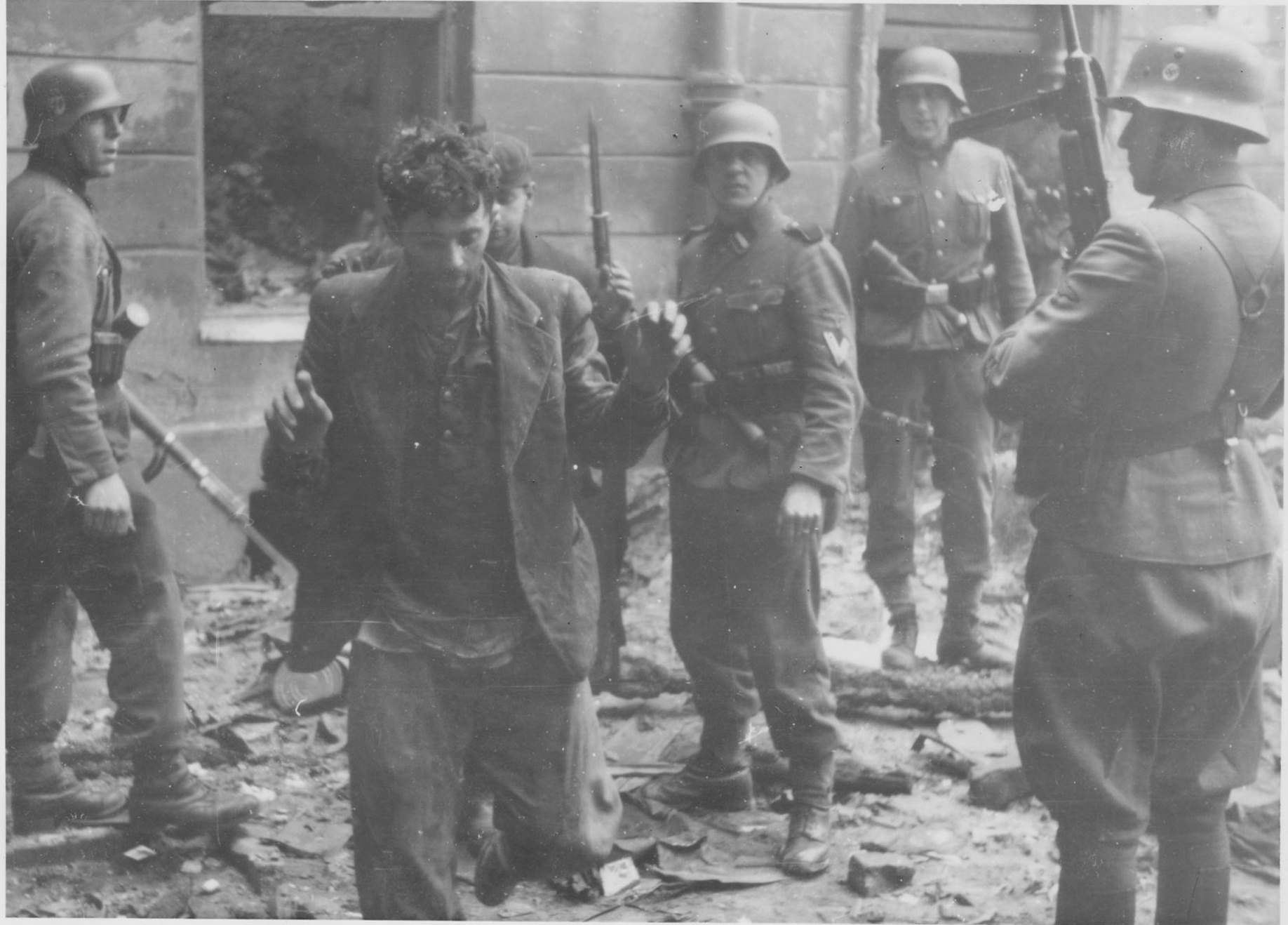
Nr.15 «Бандити»
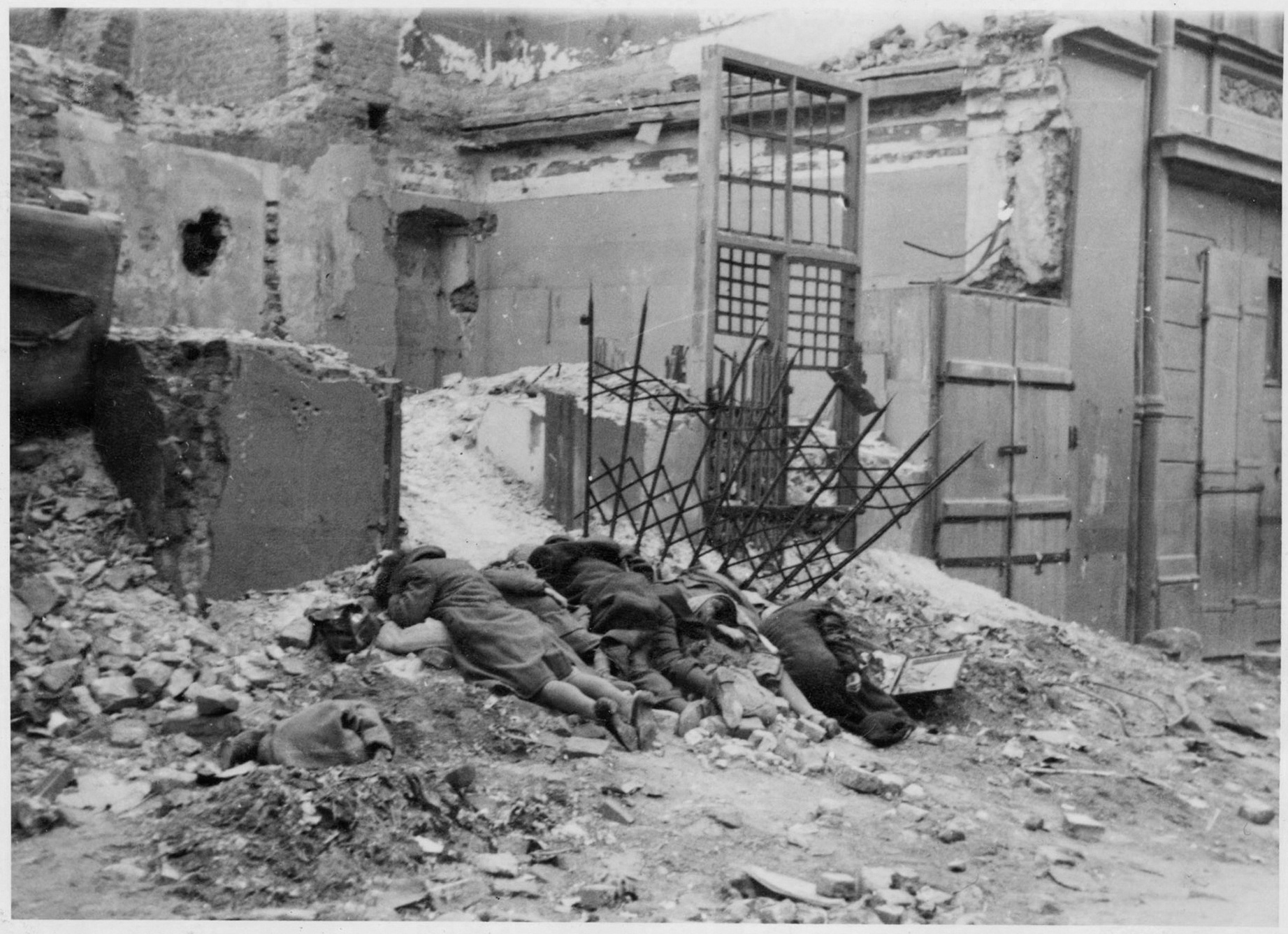
Nr.16 «Знищені в бою бандити»
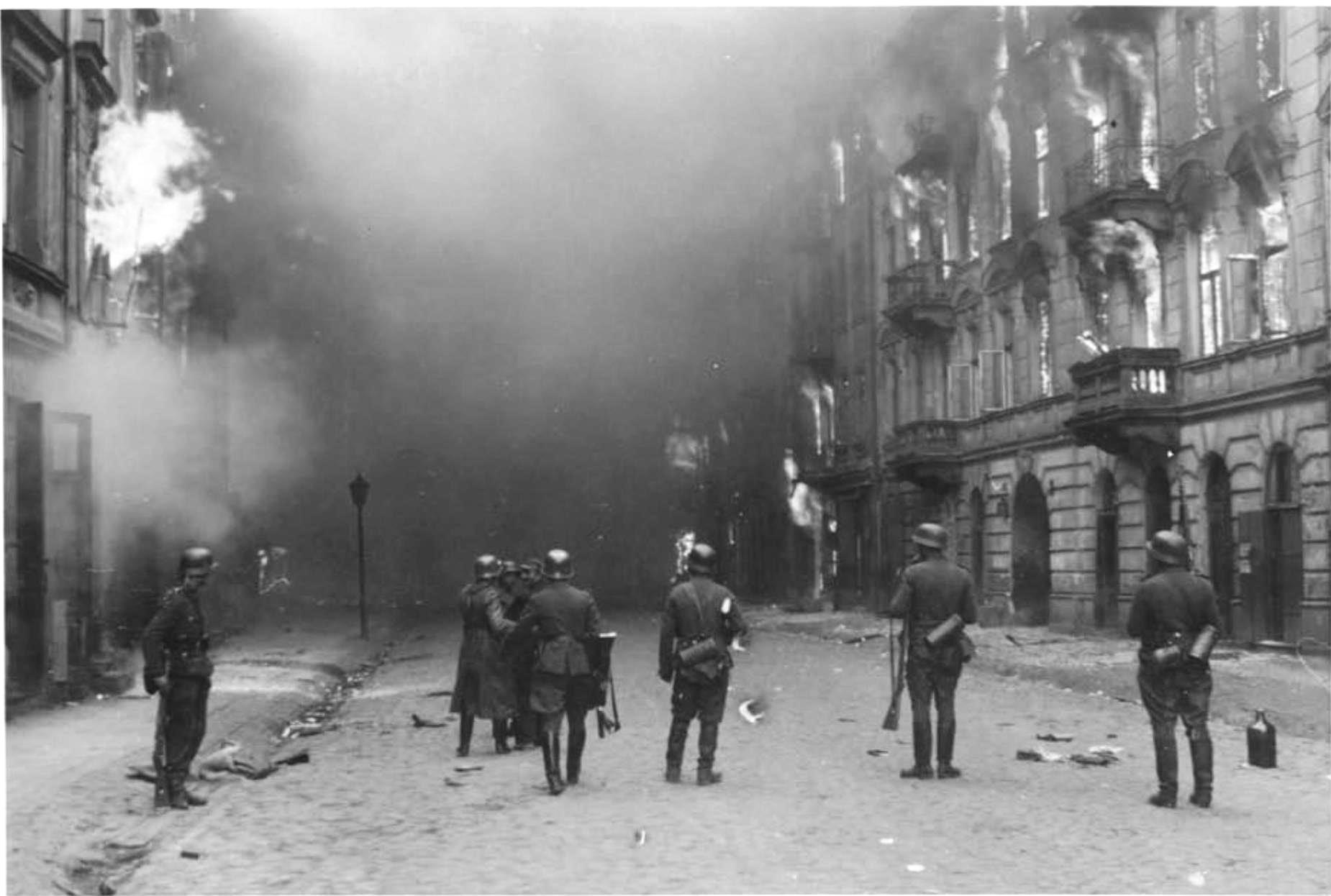
Nr.19 «Викурювання євреїв та бандитів»
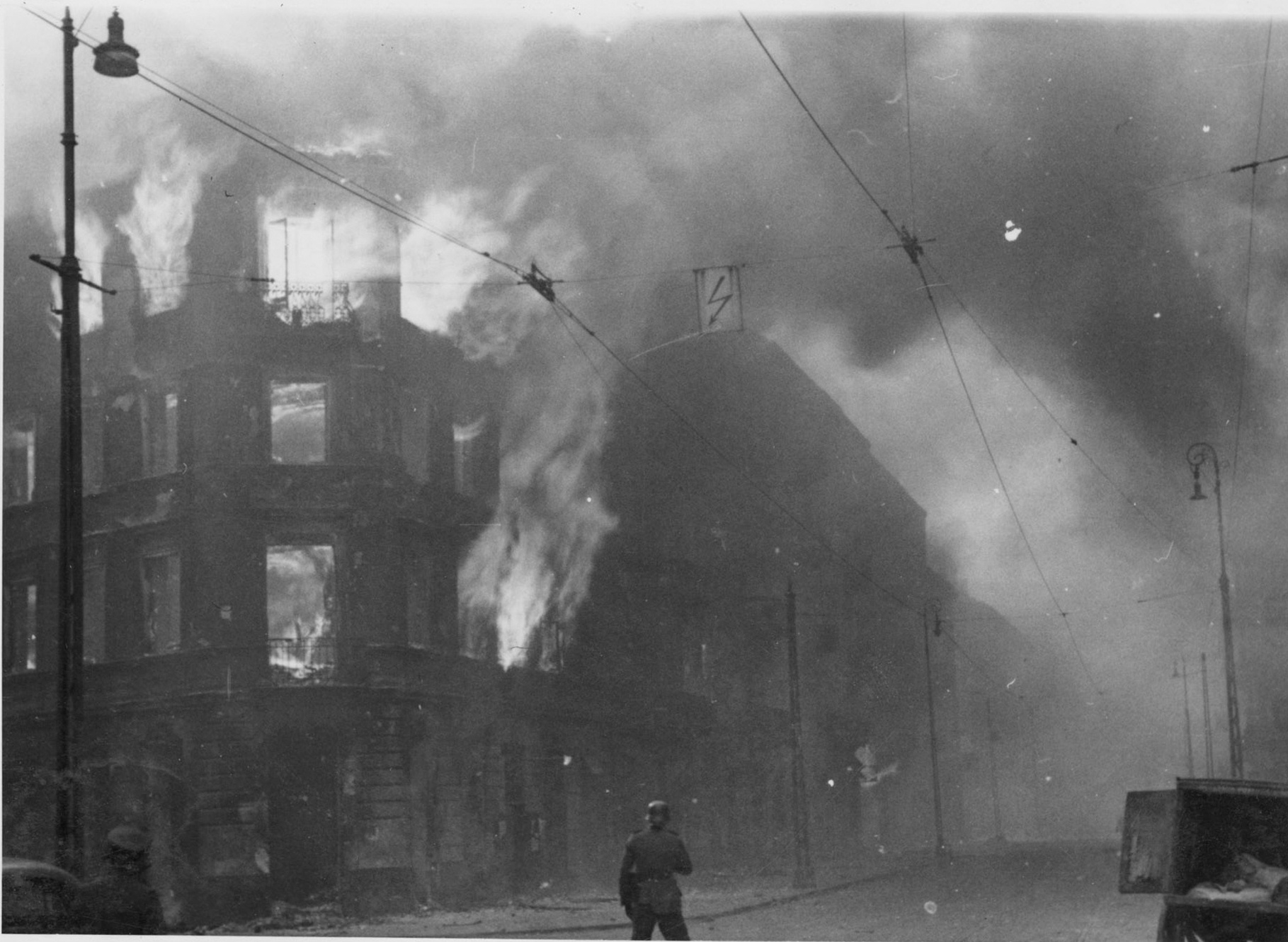
Nr.21 «Руйнування житлового будинку»
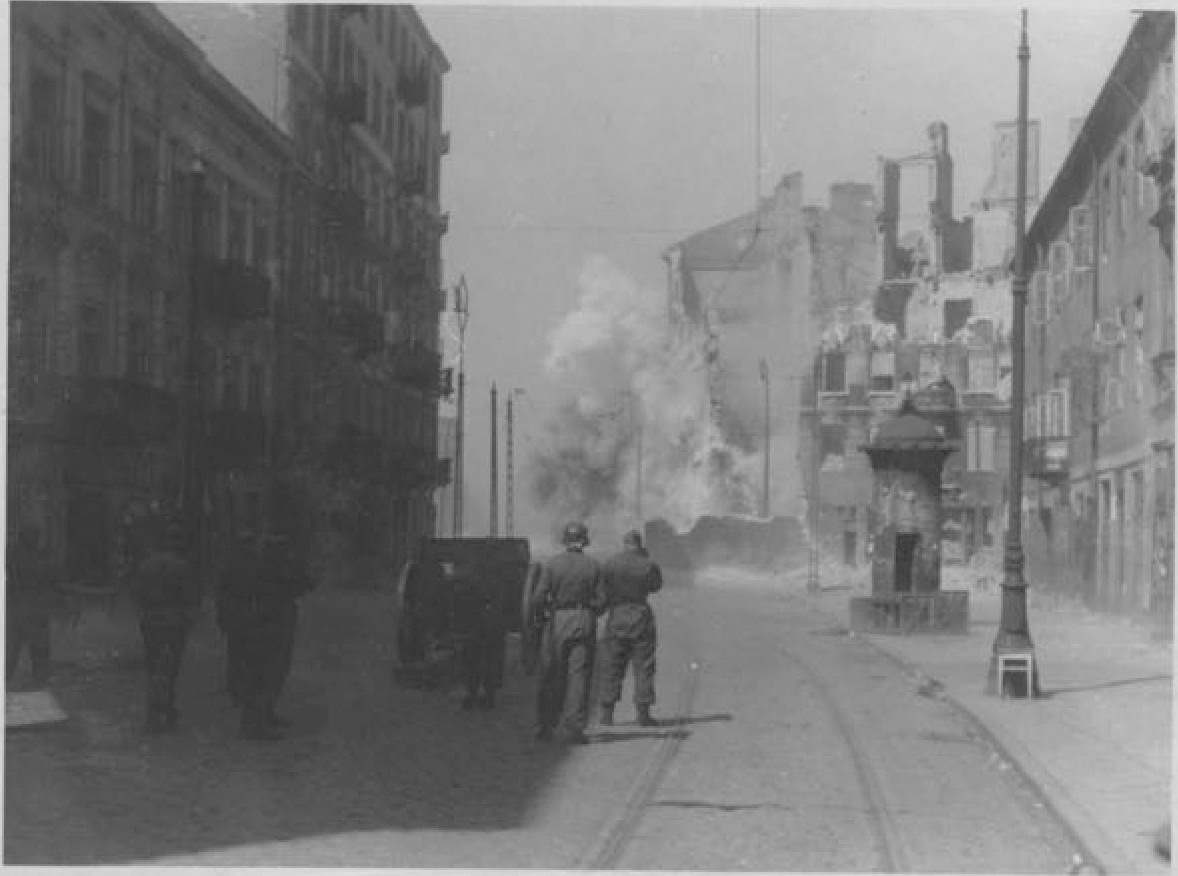
«Боротьба з осередком опору»
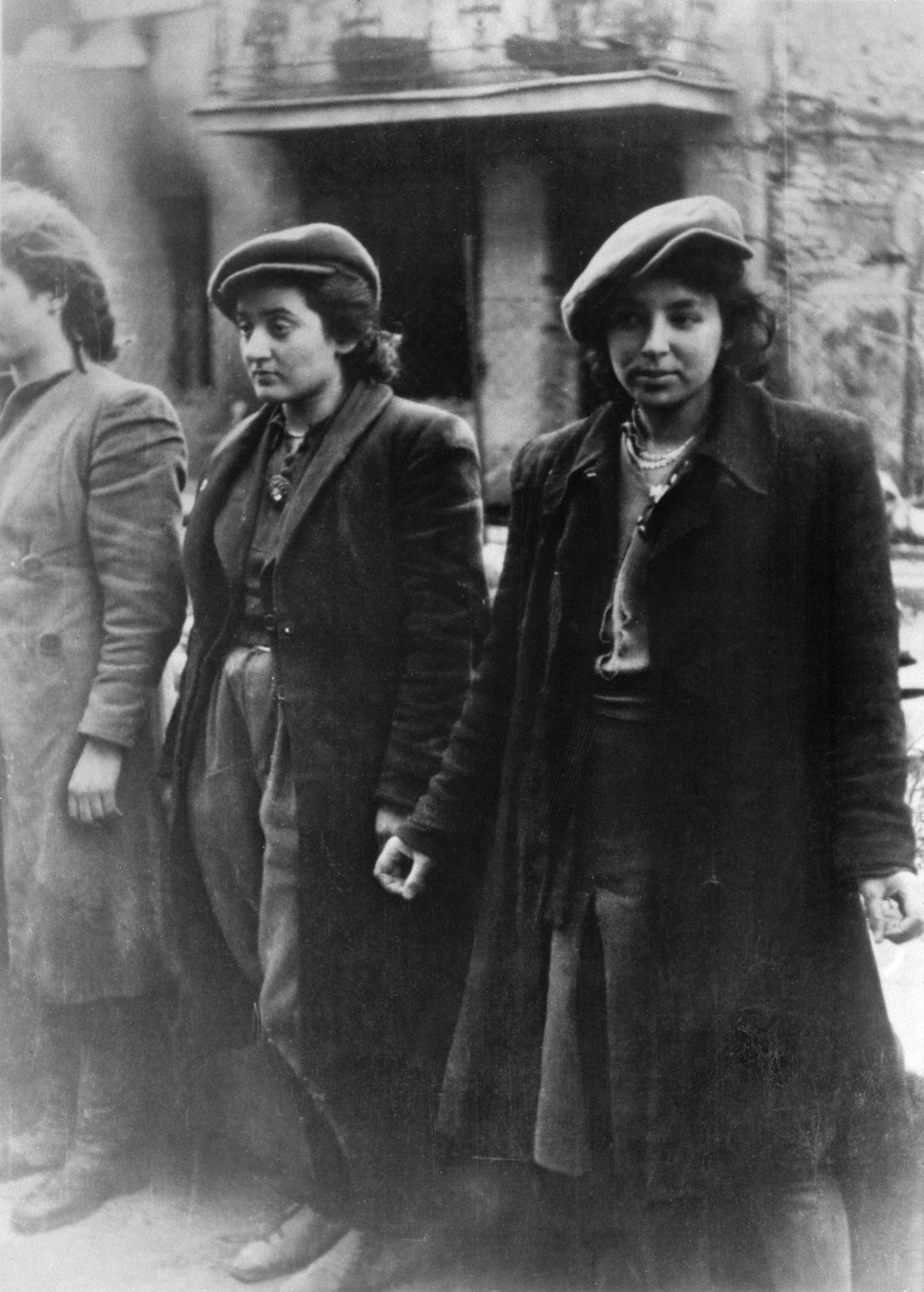
Nr.23 «Схоплені зі зброєю жінки з Гехалуца»
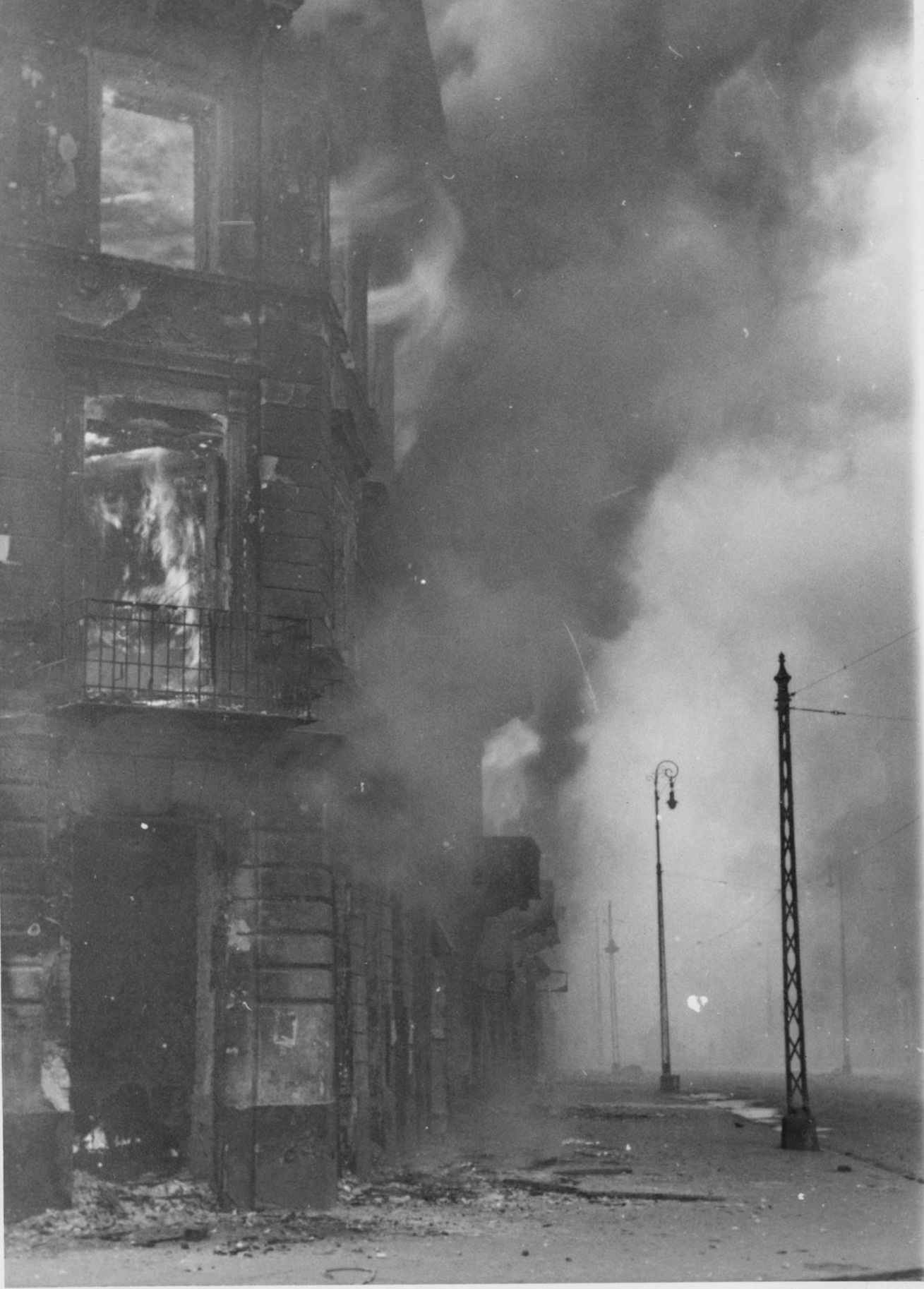
Nr.24 «Руйнування житлового будинку»
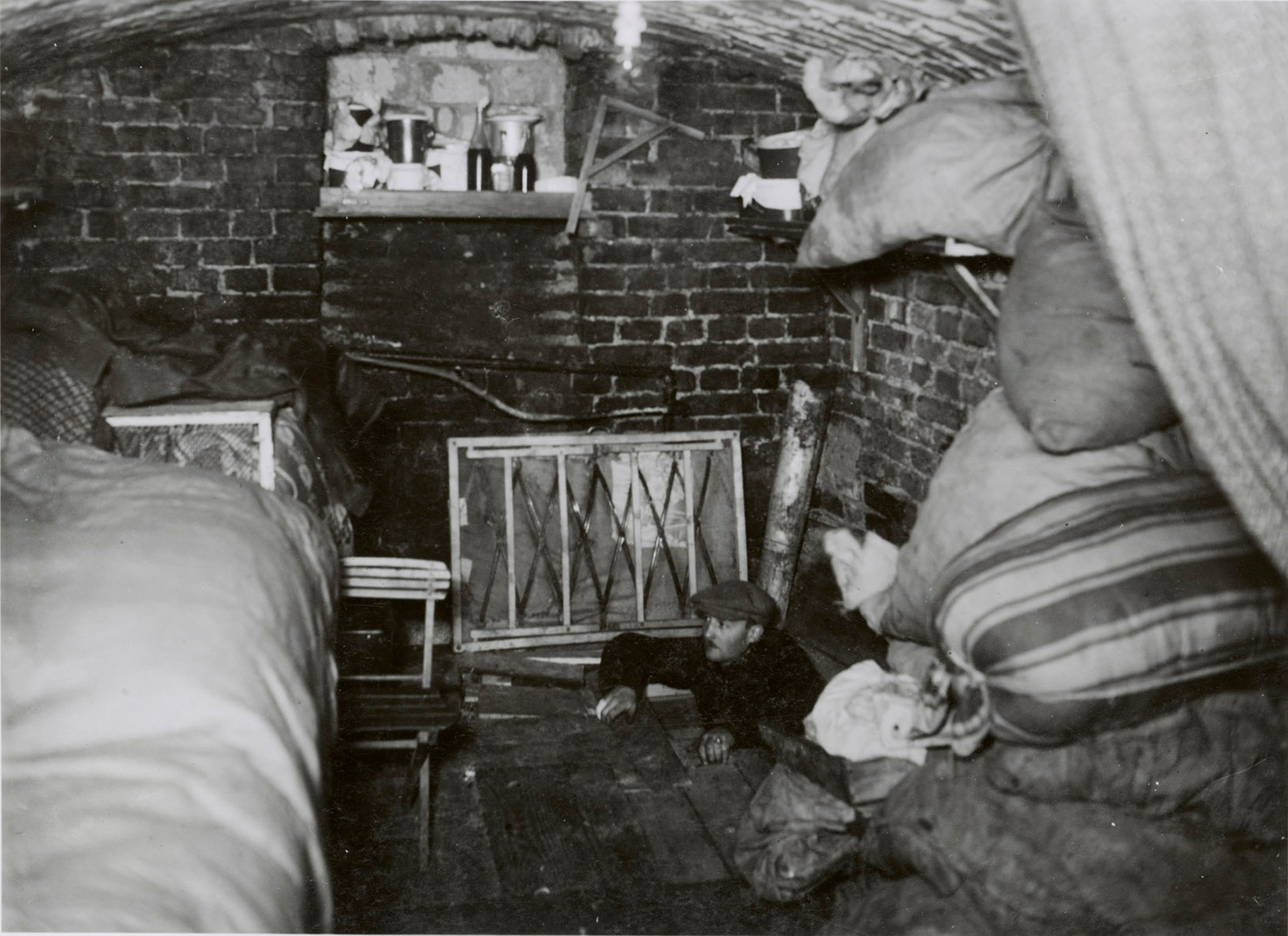
Nr.26 без підпису
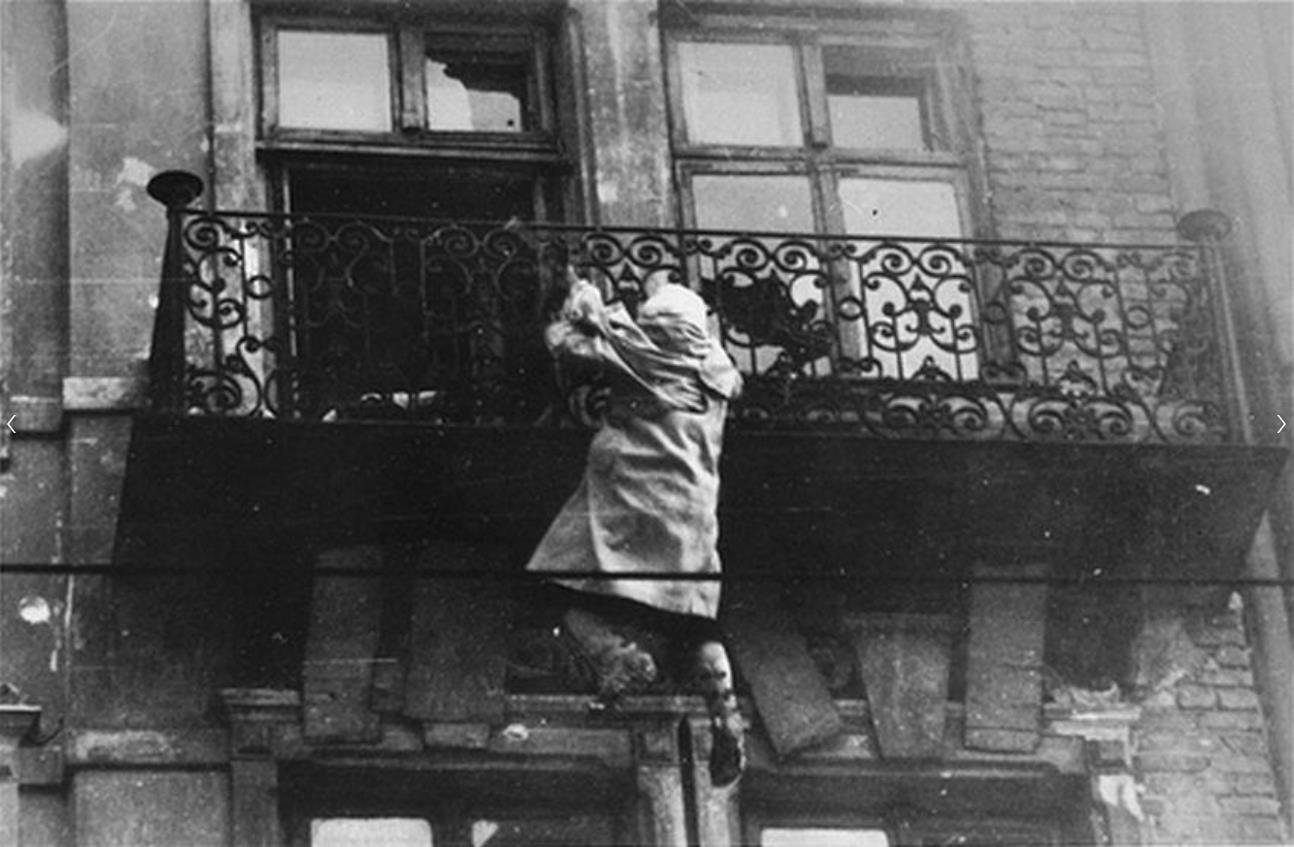
«Жінка звішується з балкона, готуючись звалитися на вулицю до ССівців, що чекають»
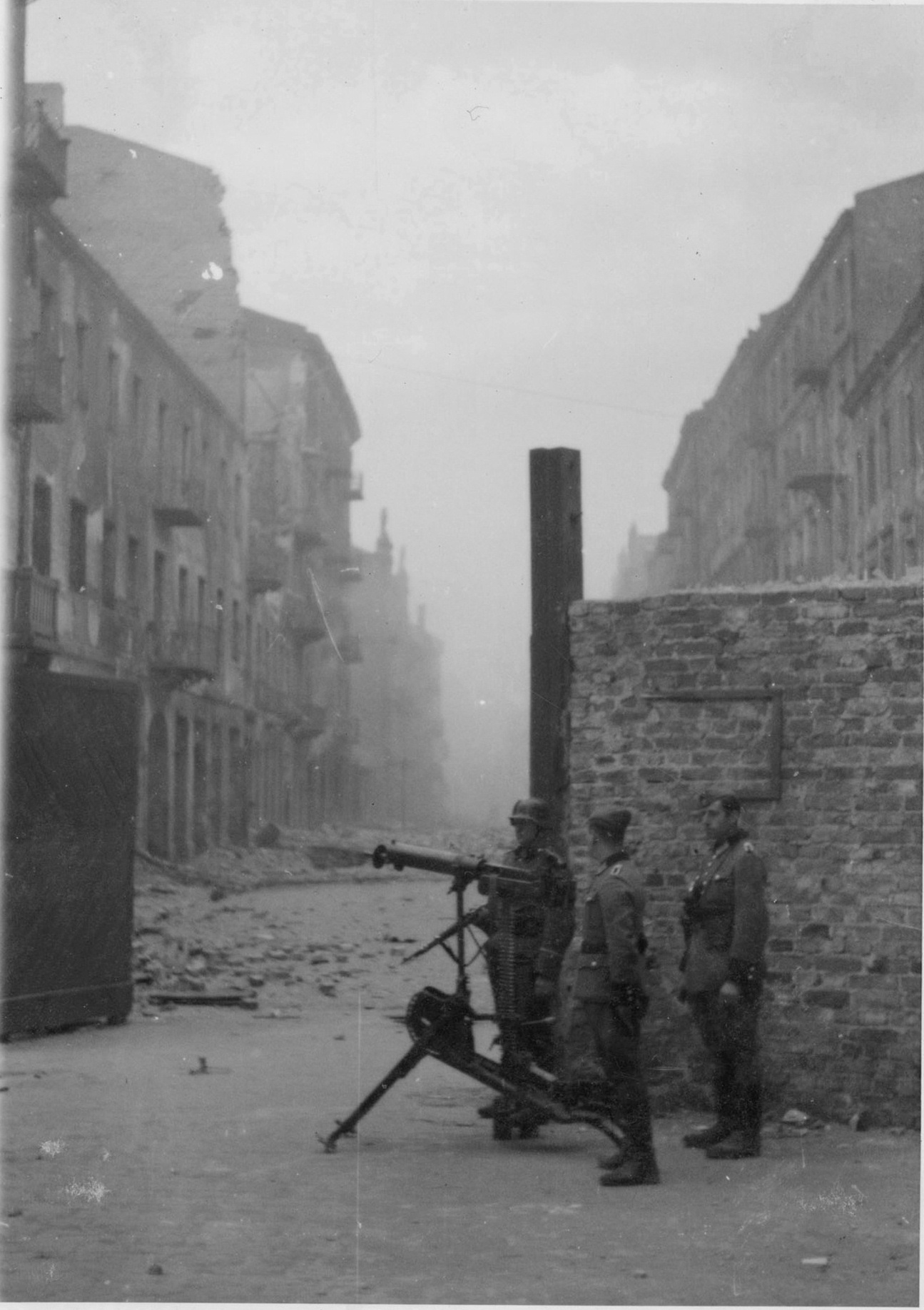
Nr.28 «Вартова вулиця»
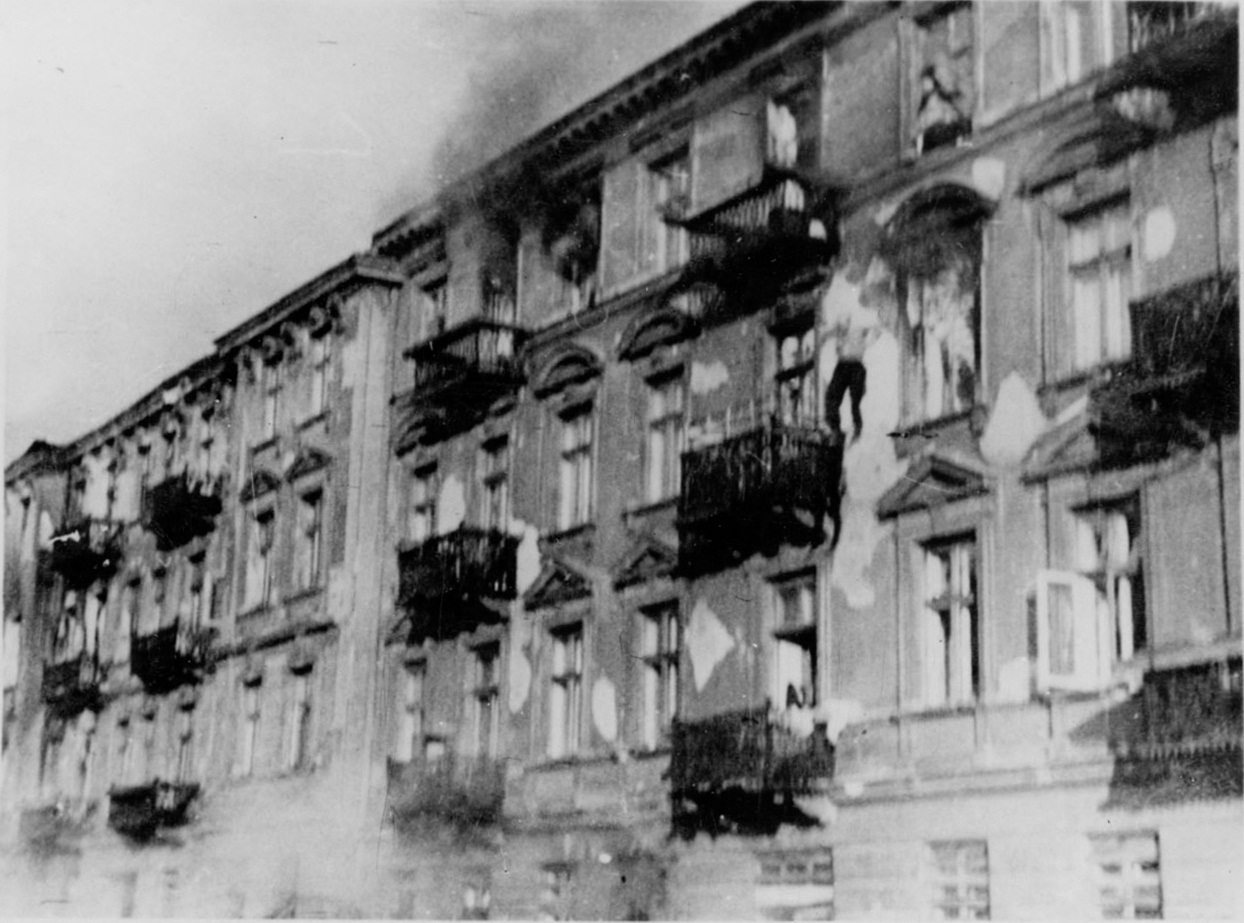
Nr.31 «Бандити стрибають, щоб уникнути арешту»
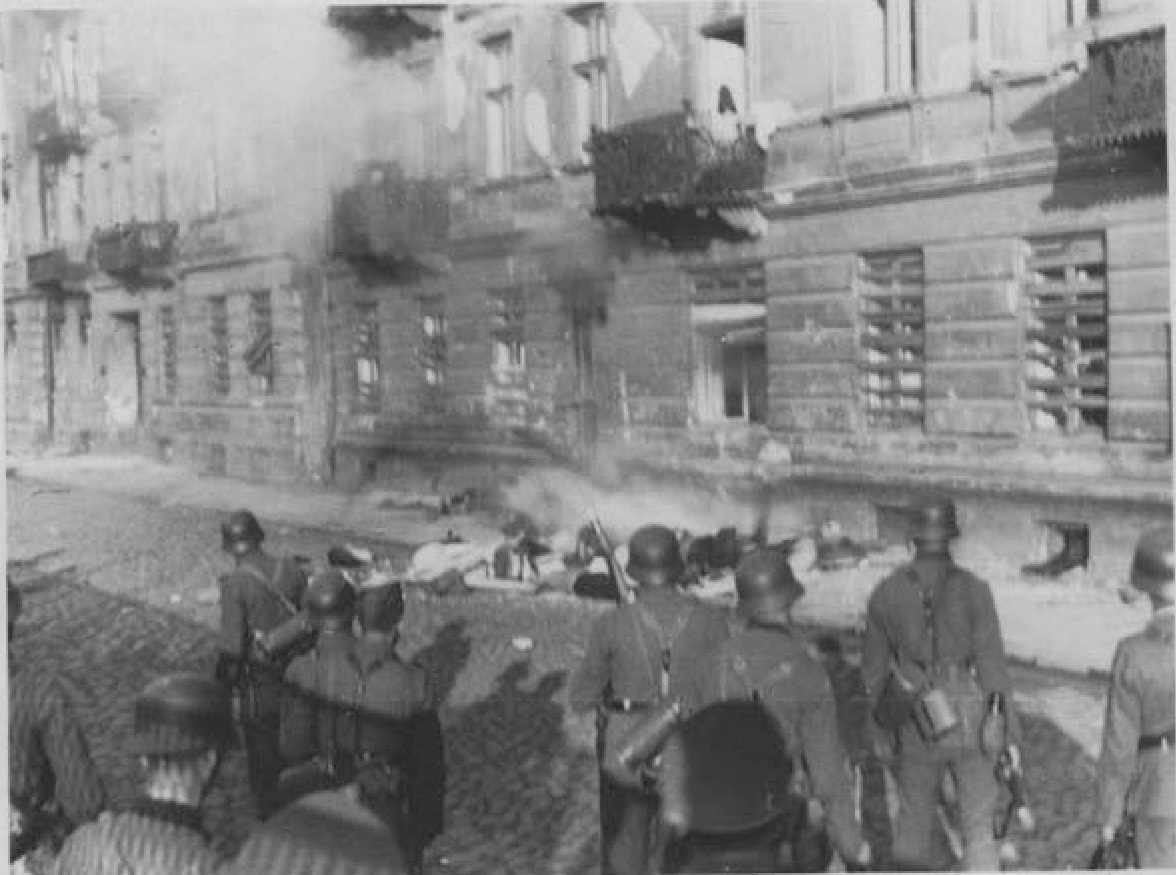
Nr.31a «Бандити, що вистрибнули»
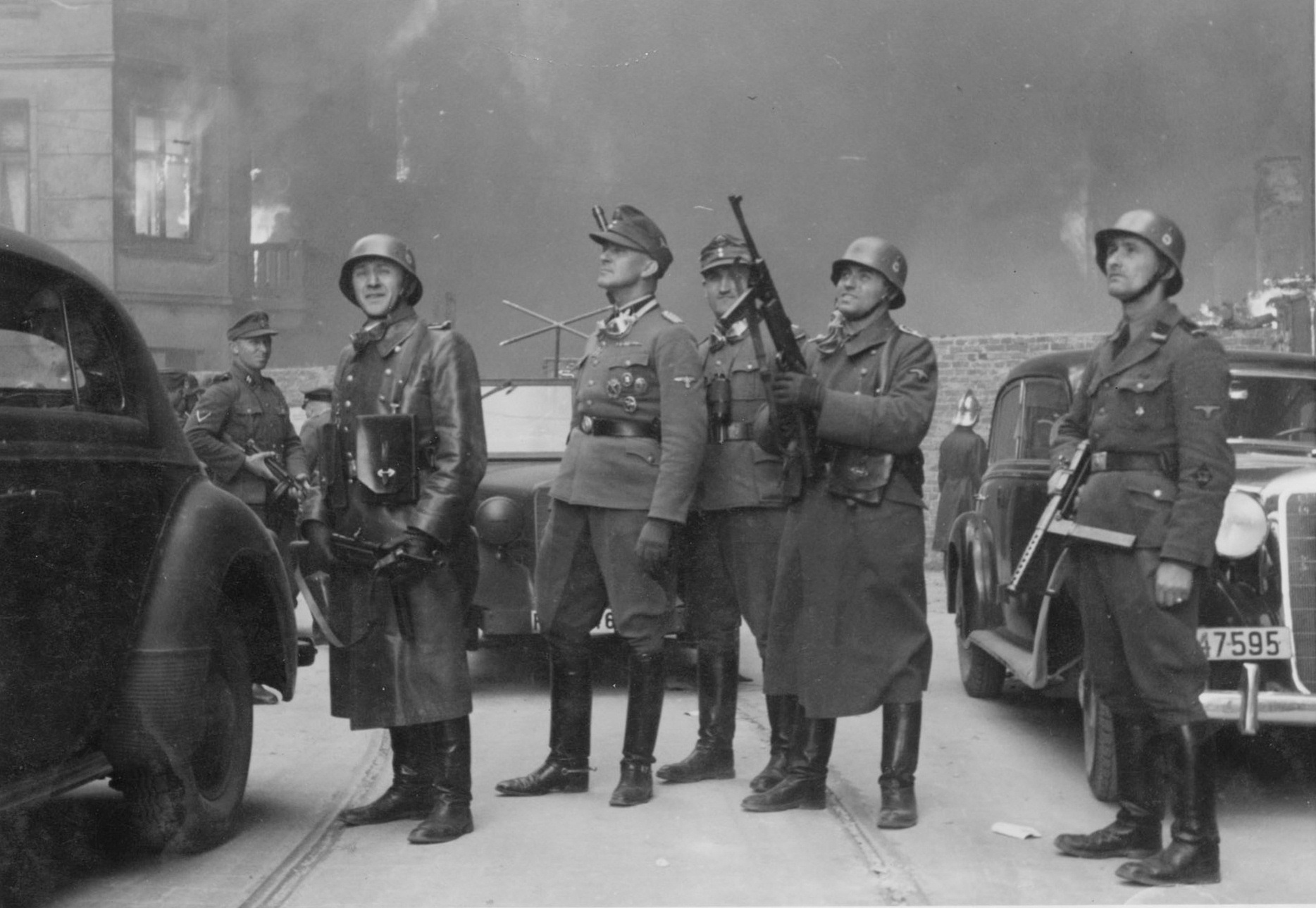
Nr.34 «Лідер великої операції»
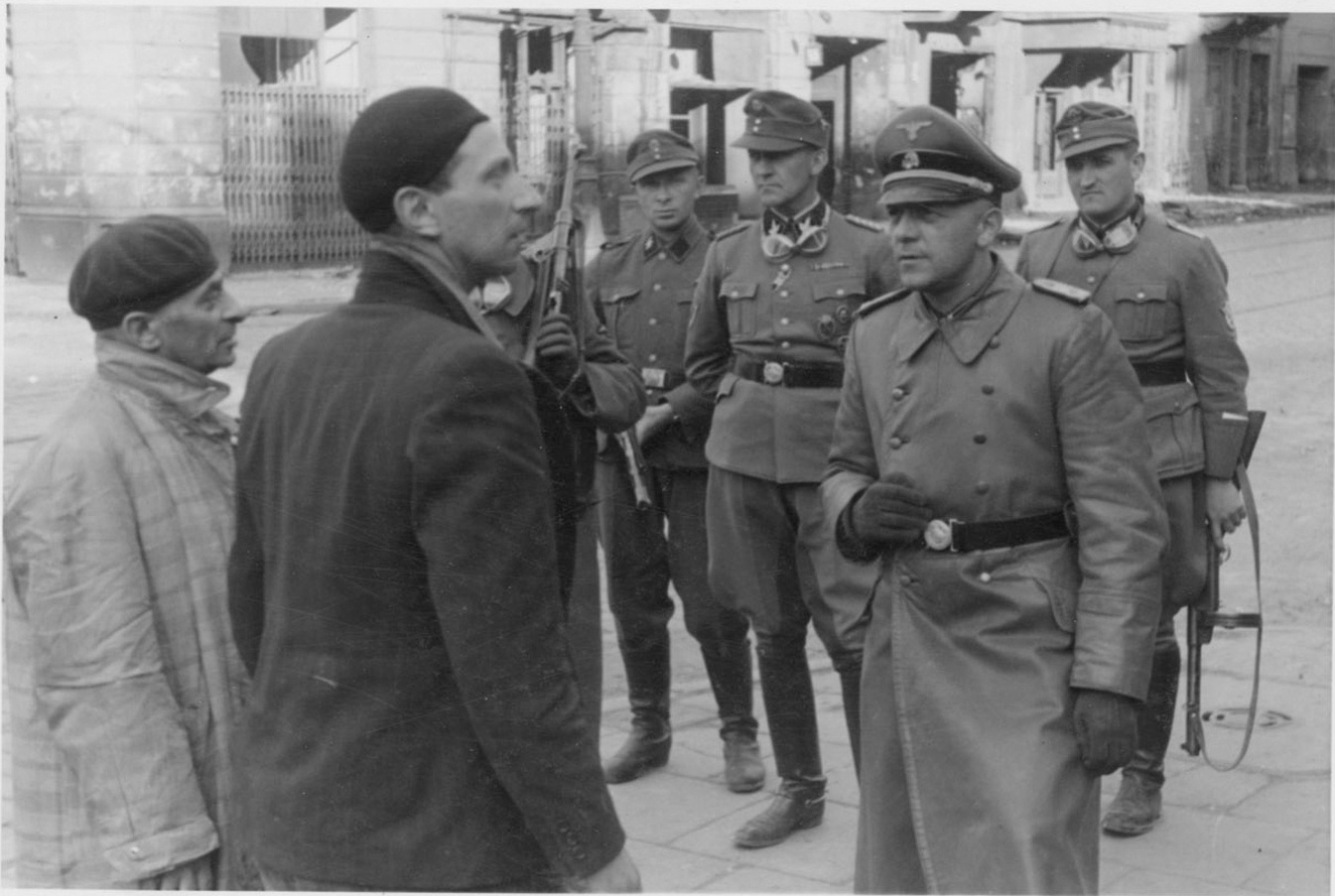
«Єврейські зрадники»
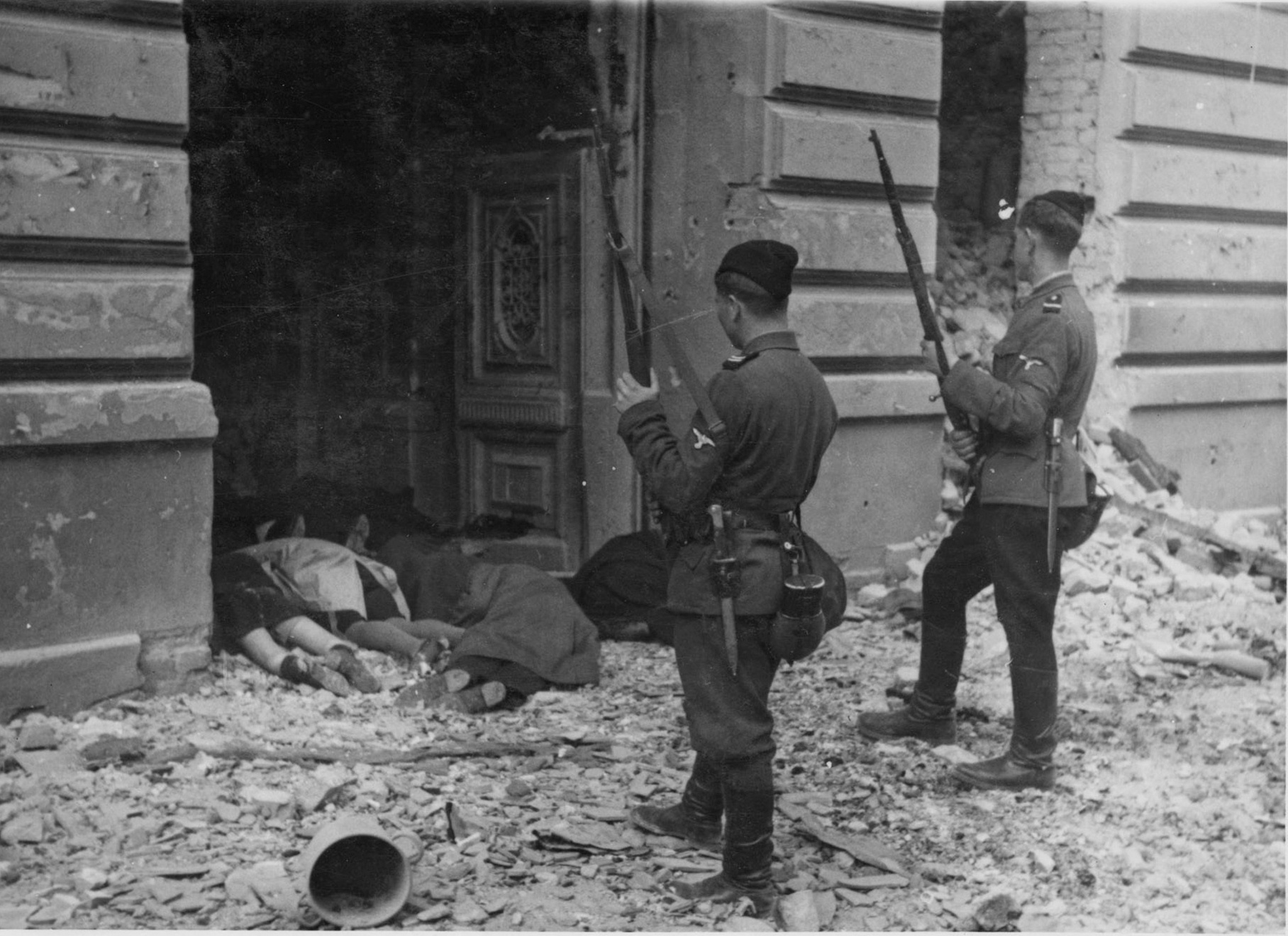
«Аскарі під час операції»